# Lemurophoenix
Genre
Classification phylogénétique
Espèces de rang inférieur
- Lemurophoenix halleuxii
- Lemurophoenix laevis

Lemurophoenix est un genre de la famille des Arecaceae (Palmiers) comprenant deux espèces L. halleuxii et L. laevis  originaires de Madagascar.

## Classification
- Sous-famille des Arecoideae
  - Tribu des Areceae
    - Sous-tribu des Dypsidinae[1]

Ce genre partage sa sous-tribu avec les genres suivant:  Dypsis, Vonitra, Chrysalidocarpus, Marojejya, Masoala ,.

## Espèces
- Lemurophoenix halleuxii    J.Dransf.
- Lemurophoenix laevis       J.Dransf. & Marcus